# 9232 Miretti
9232 Miretti este un asteroid din centura principală, descoperit pe 31 ianuarie 1997, de Vittorio Goretti.